# Château de Calamane
Le château de Calamane est situé sur la commune de Calamane, dans le département du Lot. 

## Historique
Les premiers seigneurs connus de Calamane sont les Béral ou Béraldy, grande famille de banquiers cadurciens.
Par le mariage de Delphine de Béraldy avec Raymond de Durfort, en 1328. La seigneurie entre alors dans la famille de Durfort, famille originaire de l'Agenais. Raymond de Durfort est resté fidèle au roi de France.
Son petit-fils, Raymond-Bernard de Durfort a combattu aux côtés du roi d'Angleterre. Il participe à la prise du château de Mercuès, en 1426. Dans les années suivantes il a fait des ravages dans la région avec une petite armée. Il s'est marié en secondes noces avec Marguerite de Cazeton qui lui apporté en dot les seigneuries de Salviac, Léobard, Saint-Germain, Septfons, Saint -Clair, Costeraste, Lafontade, Coupiac, Laval et le Mont-Saint-Jean, soit une grande partie du Gourdonnais. Pour récupérer le château de La Chapelle dont il avait hérité, il s'allie avec Naudonnet de Lustrac (vers 1395-1470), chef du parti français. En 1430, les États du Quercy finissent par lui payer une rançon pour qu'il évacue le château épiscopal de Mercuès. Il meurt en 1448.
Le château est construit à la fin du XVe siècle.
Au XVIIe siècle, la famille de Losse devient propriétaire du château. En 1672, Jean-Cyrus de Losse, seigneur et marquis de Calamane, rend hommage pour sa seigneurie. Après les Pousargues, les Laroche-Lambert deviennent seigneurs de Calamane au XVIIIe siècle.
Jean-Gaspard de Laroche-Lambert ayant émigré au début de la Révolution, ses biens sont confisqués et vendus aux enchères. Les tours du château sont arasées. Il est guillotiné en 1794. Sa veuve a pu acquérir le château en 1796.
En 1862, le château est acheté par Basile Albert, natif de Maxou, aïeul du propriétaire actuel.
Le château a été inscrit au titre des monuments historiques depuis le 29 mars 1929.

## Description
Le château est un édifice rectangulaire flanqué de deux grosses tours rondes de 3,50 m d'épaisseur à leur base, arasées à la Révolution, débordant d'une façade nord austère. Des traces de mâchicoulis rappellent les anciens systèmes de défense du château.
Dans la cour d'honneur, une tour hexagonale Renaissance fait saillie de la façade sud. Elle renferme un escalier à vis.
Le château repose sur de vastes caves voûtées.